# 로마 티부르티나역
로마 티부르티나 역(이탈리아어: Roma Tiburtina)은 로마 테르미니 역 다음으로 로마에서 두번째로 가장 큰 역이다. 로마 시의 북동부에 위치해 있으며, 종착역인 테르미니 역을 대신하여 이탈리아 고속 철도 운행의 중심역으로 활기를 띄고 있다.

## 역사
티부르티나 역은 원래 1866년에 개업했다.
2004년, 역을 개선시키는 계획안이 준비되었고 1억 5500만 유로의 예상 비용으로 2007년에 공사가 시작되었다. 새로운 역은 매일 30만 명의 이용객을 수용할 것으로 예상되었다. 2011년 11월, 총 공사 비용은 3억 3000만 유로였다.
2011년 7월 24일 오전 4시, 역의 서쪽에 있던 중계실에서 화재가 발생했다.
오전 6시에는 소방대가 불을 진압하는 데 용이한 지원을 하기 위하여 근처 5개 구역의 수도가 끊겼다.
지하철 B선에서도 카스트로 프레토리오 역 - 몬티 티부르티니 역 구간이 일시적으로 문을 닫았다.
중계실에서 화재가 일어나면서 대부분의 철로 및 교통 신호 제어 장치를 사용하지 못하게 되었고, 이탈리아 전체에 걸쳐서 중요한 열차들이 연착된 것과 더불어 이탈리아 철도망의 중요한 부분을 불능 상태로 빠지게 만들었다.
구조 손상은 건물을 붕괴 위험에 놓이게 만들어서 사고 후 긴 시간 동안 문제와 지연이 일어나게 했다.
3년간의 공사 후 2011년 11월 28일, 새 역이 완공되었다. 새로운 티부르티나 역은 기존의 지역 철도와 밀라노-나폴리 노선의 고속 열차 운행을 위해 개업했다. 새 역은 2015년까지 매일 승차 규모가 450,000명 이상에 이를 것으로 예상되었다.
티부르티나 역은 매일 140량의 고속 열차와 290량의 일반 열차가 운행된다.

## 환승
로마 지하철 B선의 티부르티나 역이 로마 티부르티나 역을 취급한다. 또한 로마 티부르티나 역은 국내 종착지와 키예프 같은 국제 종착지를 모두 취급하는 크고 중요한 버스 정류장이 있는 것이 특징이다.

## 같이 보기
- 로마 테르미니 역
- 로마 오스티엔세 역
- 라치오 주의 철도역 목록
- 이탈리아의 철도
- 이탈리아의 철도역
- 이탈리아의 고속 철도
- 트레노 알타 벨로치타